# Zabrachia barbata
Zabrachia barbata är en tvåvingeart som beskrevs av James 1980. Zabrachia barbata ingår i släktet Zabrachia och familjen vapenflugor. Inga underarter finns listade i Catalogue of Life.